# Atelopus nanay
Atelopus nanay — вид жаб родини Ропухові (Bufonidae). Отруйна амфібія.

## Поширення
Вид є ендеміком Еквадору, де зустрічається лише у провінції Асуай. Мешкає на високогірних луках, річках та болотах на висоті 4000 м над рівнем моря.

## Опис
Самиці сягають 3,6 см завдовжки, самці дрібніші- бл. 2,5 см.